# Guet-apens en droit pénal français
En droit français, le guet-apens consiste « dans le fait d'attendre un certain temps une ou plusieurs personnes dans un lieu déterminé pour commettre à leur encontre une ou plusieurs infractions » ; cette circonstance aggravante en droit pénal a été introduite par la loi n° 2007-297 du 5 mars 2007 relative à la prévention de la délinquance, dans l'article 44.

## Fondement juridique
Le guet-apens est mentionné dans plusieurs dispositions du Code pénal français, notamment :
- Article 221-3 : le meurtre commis avec guet-apens est qualifié d’assassinat, puni de la réclusion criminelle à perpétuité.
- Article 222-3 : les violences volontaires sont punies plus sévèrement lorsqu’elles sont commises avec guet-apens.
- Article 224-2 : l’enlèvement et la séquestration aggravés par un guet-apens encourent des peines plus lourdes.